# UEFA Champions League 2021-2022
La UEFA Champions League 2021-2022 è stata la 67ª edizione (la 30ª con la forma attuale) della Champions League, organizzata dall'UEFA. Il torneo è iniziato il 22 giugno 2021 e si è concluso il 28 maggio 2022 con la finale allo Stade de France di Saint-Denis, in Francia.
Originariamente, la finale si sarebbe dovuta disputare all'Allianz Arena di Monaco di Baviera, in Germania, e allo Stadio San Pietroburgo della località omonima, in Russia, scelto successivamente. Tuttavia, a causa del cambio di sede per la finale del 2020, le città scelte per ospitare le finali sino al 2023 sono slittate di un anno, e a seguito dell'invasione russa dell'Ucraina, l'UEFA ha spostato la finale allo Stade de France di Saint-Denis, in Francia. Il Chelsea era campione in carica, avendo vinto l'edizione precedente.
Il 24 giugno 2021 l'UEFA ha approvato l'abolizione della regola dei gol in trasferta, che era stata usata dal 1965. Se al termine delle partite di andata e ritorno le due squadre hanno segnato in totale lo stesso numero di reti, il vincitore non è deciso da chi ha segnato più reti in trasferta, ma dalla disputa dei tempi supplementari. In caso di ulteriore parità, il vincitore è deciso tramite la disputa dei tiri di rigore.
Il torneo è stato vinto dagli spagnoli del Real Madrid, al quattordicesimo successo nella competizione, che nella finale hanno battuto gli inglesi del Liverpool per 1-0. I vincitori di questa edizione hanno ottenuto la possibilità di sfidare i vincitori della UEFA Europa League 2021-2022, i tedeschi dell'Eintracht Francoforte, nella Supercoppa UEFA 2022, e di partecipare alle edizioni 2022 e 2025 della Coppa del mondo per club FIFA.

## Squadre partecipanti
I posti sono stati assegnati tra 54 delle 55 associazioni affiliate all'UEFA, secondo la seguente tabella:
| Posizione della federazione in base al coefficiente UEFA per nazioni | Numero di squadre partecipanti |
| -------------------------------------------------------------------- | ------------------------------ |
| 1-4                                                                  | 4                              |
| 5-6                                                                  | 3                              |
| 7-15                                                                 | 2                              |
| 16-55                                                                | 1                              |

I vincitori della UEFA Champions League 2020-2021 e della UEFA Europa League 2020-2021 hanno un posto garantito per la fase a gironi.
|                             |                             | Squadre che accedono nel turno | Squadre provenienti dal turno precedente                                                             |
| --------------------------- | --------------------------- | --- | --- |
| Turno preliminare           | Turno preliminare           | - 4 campioni dalle federazioni 52–55 | |
| Primo turno                 | Primo turno                 | - 31 campioni dalle federazioni 20–51 (eccetto il Liechtenstein) | - vincitore del turno preliminare                                                                    |
| Secondo turno               | Campioni                    | - 4 campioni dalle federazioni 16–19 | - 16 vincitori del primo turno                                                                       |
| Secondo turno               | Piazzate                    | - 6 seconde classificate dalle federazioni 10–15 | |
| Terzo turno                 | Campioni                    | - 2 campioni dalle federazioni 14–15 | - 10 vincitori del secondo turno Campioni                                                            |
| Terzo turno                 | Piazzate                    | - 3 seconde classificate dalle federazioni 7–9 - 2 terze classificate dalle federazioni 5–6 | - 3 vincitori del secondo turno Piazzate                                                             |
| Spareggi                    | Campioni                    | - 2 campioni dalle federazioni 12–13 | - 6 vincitori del terzo turno Campioni                                                               |
| Spareggi                    | Piazzate                    | | - 4 vincitori del terzo turno Piazzate                                                               |
| Fase a gironi               | Fase a gironi               | - 11 campioni dalle federazioni 1–11 - 6 seconde classificate dalle federazioni 1–6 - 4 terze classificate dalle federazioni 1–4 - 4 quarte classificate dalle federazioni 1–4 - Detentore Champions League - Detentore Europa League | - 4 vincitori degli spareggi Campioni - 2 vincitori degli spareggi Piazzate                          |
| Fase a eliminazione diretta | Fase a eliminazione diretta | | - 8 vincitori dei gironi nella fase a gruppi - 8 seconde classificate dei gironi nella fase a gruppi |

### Ranking delle federazioni
Per la UEFA Champions League 2021-2022, le associazioni avranno un numero di squadre determinato dal coefficiente UEFA del 2020, che prende in esame le loro prestazioni nelle competizioni europee dalla stagione 2015-2016 alla stagione 2019-2020.
| Rank | Federazione     | Coeff.  | Squadre |
| ---- | --------------- | ------- | ------- |
| 1    | Spagna          | 102.283 | 4+1     |
| 2    | Inghilterra     | 90.462  | 4       |
| 3    | Germania        | 74.784  | 4       |
| 4    | Italia          | 70.653  | 4       |
| 5    | Francia         | 59.248  | 3       |
| 6    | Portogallo      | 49.449  | 3       |
| 7    | Russia          | 45.549  | 2       |
| 8    | Belgio          | 37.900  | 2       |
| 9    | Ucraina         | 36.100  | 2       |
| 10   | Paesi Bassi     | 35.750  | 2       |
| 11   | Turchia         | 33.600  | 2       |
| 12   | Austria         | 32.925  | 2       |
| 13   | Danimarca       | 29.250  | 2       |
| 14   | Scozia          | 27.875  | 2       |
| 15   | Repubblica Ceca | 27.300  | 2       |
| 16   | Cipro           | 26.750  | 1       |
| 17   | Svizzera        | 26.400  | 1       |
| 18   | Grecia          | 26.300  | 1       |
| 19   | Serbia          | 25.500  | 1       |

| Rank | Federazione   | Coeff. | Squadre |
| ---- | ------------- | ------ | ------- |
| 20   | Croazia       | 24.875 | 1       |
| 21   | Svezia        | 22.750 | 1       |
| 22   | Norvegia      | 21.750 | 1       |
| 23   | Israele       | 19.250 | 1       |
| 24   | Kazakistan    | 19.250 | 1       |
| 25   | Bielorussia   | 18.875 | 1       |
| 26   | Azerbaigian   | 18.750 | 1       |
| 27   | Bulgaria      | 17.375 | 1       |
| 28   | Romania       | 16.700 | 1       |
| 29   | Polonia       | 16.625 | 1       |
| 30   | Slovacchia    | 15.875 | 1       |
| 31   | Liechtenstein | 13.500 | 0       |
| 32   | Slovenia      | 13.000 | 1       |
| 33   | Ungheria      | 12.875 | 1       |
| 34   | Lussemburgo   | 8.000  | 1       |
| 35   | Lituania      | 7.875  | 1       |
| 36   | Armenia       | 7.625  | 1       |
| 37   | Lettonia      | 7.625  | 1       |

| Rank | Federazione          | Coeff. | Squadre |
| ---- | -------------------- | ------ | ------- |
| 38   | Albania              | 7.375  | 1       |
| 39   | Macedonia del Nord   | 7.375  | 1       |
| 40   | Bosnia ed Erzegovina | 6.875  | 1       |
| 41   | Moldavia             | 6.750  | 1       |
| 42   | Irlanda              | 6.700  | 1       |
| 43   | Finlandia            | 6.500  | 1       |
| 44   | Georgia              | 5.750  | 1       |
| 45   | Malta                | 5.750  | 1       |
| 46   | Islanda              | 5.375  | 1       |
| 47   | Galles               | 5.000  | 1       |
| 48   | Irlanda del Nord     | 4.875  | 1       |
| 49   | Gibilterra           | 4.750  | 1       |
| 50   | Montenegro           | 4.375  | 1       |
| 51   | Estonia              | 4.375  | 1       |
| 52   | Kosovo               | 4.000  | 1       |
| 53   | Fær Øer              | 3.750  | 1       |
| 54   | Andorra              | 2.831  | 1       |
| 55   | San Marino           | 0.666  | 1       |

### Lista
I club sono ordinati in base al coefficiente UEFA della federazione di appartenenza. Accanto ad ogni club è indicata la posizione in classifica nel rispettivo campionato.
| Fase a gironi          | Fase a gironi          | Fase a gironi            | Fase a gironi              |
| ---------------------- | ---------------------- | ------------------------ | -------------------------- |
| ChelseaCL (4º)         | Manchester Utd (2º)    | Milan (2º)               | Zenit San Pietroburgo (1º) |
| VillarrealEL (7º)      | Liverpool (3º)         | Atalanta (3º)            | Club Bruges (1º)           |
| Atlético Madrid (1º)   | Bayern Monaco (1º)     | Juventus (4º)            | Dinamo Kiev (1º)           |
| Real Madrid (2º)       | RB Lipsia (2º)         | Lilla (1º)               | Ajax (1º)                  |
| Barcellona (3º)        | Borussia Dortmund (3º) | Paris Saint-Germain (2º) | Beşiktaş (1º)              |
| Siviglia (4º)          | Wolfsburg (4º)         | Sporting Lisbona (1º)    |                            |
| Manchester City (1º)   | Inter (1º)             | Porto (2º)               |                            |
| Spareggi               |                        |                          |                            |
| Campioni               | Campioni               | Piazzate                 | Piazzate                   |
| Salisburgo (1º)        | Brøndby (1º)           |                          |                            |
| Terzo turno            |                        |                          |                            |
| Campioni               | Campioni               | Piazzate                 | Piazzate                   |
| Rangers (1º)           | Slavia Praga (1º)      | Monaco (3º)              | Genk (2º)                  |
|                        |                        | Benfica (3º)             | Šachtar (2º)               |
| Spartak Mosca (2º)     |                        |                          |                            |
| Secondo turno          |                        |                          |                            |
| Campioni               | Campioni               | Piazzate                 | Piazzate                   |
| Young Boys (1º)        | Omonia (1º)            | PSV (2º)                 | Midtjylland (2º)           |
| Olympiacos (1º)        | Stella Rossa (1º)      | Galatasaray (2º)         | Celtic (2º)                |
|                        |                        | Rapid Vienna (2º)        | Sparta Praga (2º)          |
| Primo turno            |                        |                          |                            |
| Dinamo Zagabria (1º)   | CFR Cluj (1º)          | Riga FC (1º)             | Hibernians (2º)            |
| Malmö FF (1º)          | Legia Varsavia (1º)    | Teuta (1º)               | Valur (1º)                 |
| Bodø/Glimt (1º)        | Slovan Bratislava (1º) | Škendija (1º)            | Connah's Q.N. (1º)         |
| Maccabi Haifa (1º)     | NŠ Mura (1º)           | Borac Banja Luka (1º)    | Linfield (1º)              |
| Qairat (1º)            | Ferencváros (1º)       | Sheriff Tiraspol (1º)    | Lincoln Red Imps (1º)      |
| Šachcër Salihorsk (1º) | Fola Esch (1º)         | Shamrock Rovers (1º)     | Budućnost (1º)             |
| Neftçi Baku (1º)       | Žalgiris (1º)          | HJK (1º)                 | Flora Tallinn (1º)         |
| Ludogorec (1º)         | Alaškert (1º)          | Dinamo Tbilisi (1º)      |                            |
| Turno preliminare      |                        |                          |                            |
| Prishtina (1º)         | HB Tórshavn (1º)       | Inter Escaldes (1º)      | Folgore (1º)               |

## Date
Il programma della competizione è il seguente. Tutti i sorteggi saranno tenuti nel quartier generale dell'UEFA a Nyon, ad eccezione di quello per la fase a gironi che si è tenuto a Istanbul.
| Fase                        | Turno                   | Sorteggio                                         | Andata                                            | Ritorno                     |
| --------------------------- | ----------------------- | ------------------------------------------------- | ------------------------------------------------- | --------------------------- |
| Qualificazioni              | Turno preliminare       | 8 giugno 2021 (Nyon)                              | 22 giugno 2021 (semifinali)                       | 22 giugno 2021 (semifinali) |
| Qualificazioni              | Turno preliminare       | 8 giugno 2021 (Nyon)                              | 25 giugno 2021 (finale)                           |                             |
| Qualificazioni              | Primo turno             | 15 giugno 2021 (Nyon)                             | 6-7 luglio 2021                                   | 13-14 luglio 2021           |
| Qualificazioni              | Secondo turno           | 16 giugno 2021 (Nyon)                             | 20-21 luglio 2021                                 | 27-28 luglio 2021           |
| Qualificazioni              | Terzo turno             | 19 luglio 2021 (Nyon)                             | 3-4 agosto 2021                                   | 10 agosto 2021              |
| Qualificazioni              | Spareggi                | 2 agosto 2021 (Nyon)                              | 17-18 agosto 2021                                 | 24-25 agosto 2021           |
| Fase a gironi               | Prima giornata          | 26 agosto 2021 (Istanbul)                         | 14-15 settembre 2021                              | 14-15 settembre 2021        |
| Fase a gironi               | Seconda giornata        | 26 agosto 2021 (Istanbul)                         | 28-29 settembre 2021                              | 28-29 settembre 2021        |
| Fase a gironi               | Terza giornata          | 26 agosto 2021 (Istanbul)                         | 19-20 ottobre 2021                                | 19-20 ottobre 2021          |
| Fase a gironi               | Quarta giornata         | 26 agosto 2021 (Istanbul)                         | 2-3 novembre 2021                                 | 2-3 novembre 2021           |
| Fase a gironi               | Quinta giornata         | 26 agosto 2021 (Istanbul)                         | 23-24 novembre 2021                               | 23-24 novembre 2021         |
| Fase a gironi               | Sesta giornata          | 26 agosto 2021 (Istanbul)                         | 7-8-9 dicembre 2021                               | 7-8-9 dicembre 2021         |
| Fase a eliminazione diretta |                         |                                                   |                                                   |                             |
| Ottavi di finale            | 13 dicembre 2021 (Nyon) | 15-16 e 22-23 febbraio 2022                       | 8-9 e 15-16 marzo 2022                            |                             |
| Quarti di finale            | 18 marzo 2022 (Nyon)    | 5-6 aprile 2022                                   | 12-13 aprile 2022                                 |                             |
| Semifinali                  | 18 marzo 2022 (Nyon)    | 26-27 aprile 2022                                 | 3-4 maggio 2022                                   |                             |
| Finale                      | Finale                  | 28 maggio 2022 allo Stade de France (Saint-Denis) | 28 maggio 2022 allo Stade de France (Saint-Denis) |                             |

## Partite

### Fase di qualificazione

#### Turno preliminare
Le squadre eliminate nel turno preliminare saranno sorteggiate nel percorso Campioni del secondo turno di qualificazione della UEFA Europa Conference League.
| Squadra 1   | Risultato  | Squadra 2      |
| Semifinali  | Semifinali | Semifinali     |
| ----------- | ---------- | -------------- |
| Folgore     | 0 - 2      | Prishtina      |
| HB Tórshavn | 0 - 1      | Inter Escaldes |
| Finale      |            |                |
| Prishtina   | 2 - 0      | Inter Escaldes |

#### Primo turno di qualificazione
Le squadre eliminate nel primo turno di qualificazione saranno sorteggiate nel percorso Campioni del secondo turno di qualificazione della UEFA Europa Conference League, ad eccezione della perdente tra Slovan Bratislava e Shamrock Rovers, che sarà inserita nel sorteggio per il terzo turno di qualificazione della stessa competizione.
| Squadra 1         | Totale | Squadra 2         | Andata | Ritorno     |
| ----------------- | ------ | ----------------- | ------ | ----------- |
| Fola Esch         | 2 - 7  | Lincoln Red Imps  | 2 - 2  | 0 - 5       |
| Slovan Bratislava | 3 - 2  | Shamrock Rovers   | 2 - 0  | 1 - 2       |
| Malmö FF          | 2 - 1  | Riga FC           | 1 - 0  | 1 - 1       |
| Bodø/Glimt        | 2 - 5  | Legia Varsavia    | 2 - 3  | 0 - 2       |
| Connah's Q.N.     | 2 - 3  | Alaškert          | 2 - 2  | 0 - 1 (dts) |
| HJK               | 7 - 1  | Budućnost         | 3 - 1  | 4 - 0       |
| CFR Cluj          | 4 - 3  | Borac Banja Luka  | 3 - 1  | 1 - 2 (dts) |
| Škendija          | 0 - 6  | NŠ Mura           | 0 - 1  | 0 - 5       |
| Teuta             | 0 - 5  | Sheriff Tiraspol  | 0 - 4  | 0 - 1       |
| Dinamo Tbilisi    | 2 - 4  | Neftçi Baku       | 1 - 2  | 1 - 2       |
| Maccabi Haifa     | 1 - 3  | Qairat            | 1 - 1  | 0 - 2       |
| Ludogorec         | 2 - 0  | Šachcër Salihorsk | 1 - 0  | 1 - 0       |
| Ferencváros       | 6 - 1  | Prishtina         | 3 - 0  | 3 - 1       |
| Žalgiris          | 5 - 2  | Linfield          | 3 - 1  | 2 - 1       |
| Flora Tallinn     | 5 - 0  | Hibernians        | 2 - 0  | 3 - 0       |
| Dinamo Zagabria   | 5 - 2  | Valur             | 3 - 2  | 2 - 0       |

#### Secondo turno di qualificazione
| Squadra 1         | Totale   | Squadra 2        | Andata   | Ritorno     |
| Campioni          | Campioni | Campioni         | Campioni | Campioni    |
| ----------------- | -------- | ---------------- | -------- | ----------- |
| Dinamo Zagabria   | 3 - 0    | Omonia           | 2 - 0    | 1 - 0       |
| Slovan Bratislava | 2 - 3    | Young Boys       | 0 - 0    | 2 - 3       |
| Legia Varsavia    | 3 - 1    | Flora Tallinn    | 2 - 1    | 1 - 0       |
| Alaškert          | 1 - 4    | Sheriff Tiraspol | 0 - 1    | 1 - 3       |
| Olympiacos        | 2 - 0    | Neftçi Baku      | 1 - 0    | 1 - 0       |
| Qairat            | 2 - 6    | Stella Rossa     | 2 - 1    | 0 - 5       |
| Lincoln Red Imps  | 1 - 4    | CFR Cluj         | 1 - 2    | 0 - 2       |
| Malmö FF          | 4 - 3    | HJK              | 2 - 1    | 2 - 2       |
| Ferencváros       | 5 - 1    | Žalgiris         | 2 - 0    | 3 - 1       |
| NŠ Mura           | 1 - 3    | Ludogorec        | 0 - 0    | 1 - 3       |
| Piazzate          |          |                  |          |             |
| Rapid Vienna      | 2 - 3    | Sparta Praga     | 2 - 1    | 0 - 2       |
| Celtic            | 2 - 3    | Midtjylland      | 1 - 1    | 1 - 2 (dts) |
| PSV               | 7 - 2    | Galatasaray      | 5 - 1    | 2 - 1       |

#### Terzo turno di qualificazione
| Squadra 1       | Totale          | Squadra 2        | Andata   | Ritorno     |
| Campioni        | Campioni        | Campioni         | Campioni | Campioni    |
| --------------- | --------------- | ---------------- | -------- | ----------- |
| Dinamo Zagabria | 2 - 1           | Legia Varsavia   | 1 - 1    | 1 - 0       |
| CFR Cluj        | 2 - 4           | Young Boys       | 1 - 1    | 1 - 3       |
| Olympiacos      | 3 - 3 (1-4 dtr) | Ludogorec        | 1 - 1    | 2 - 2 (dts) |
| Stella Rossa    | 1 - 2           | Sheriff Tiraspol | 1 - 1    | 0 - 1       |
| Malmö FF        | 4 - 2           | Rangers          | 2 - 1    | 2 - 1       |
| Ferencváros     | 2 - 1           | Slavia Praga     | 2 - 0    | 0 - 1       |
| Piazzate        |                 |                  |          |             |
| PSV             | 4 - 0           | Midtjylland      | 3 - 0    | 1 - 0       |
| Spartak Mosca   | 0 - 4           | Benfica          | 0 - 2    | 0 - 2       |
| Genk            | 2 - 4           | Šachtar          | 1 - 2    | 1 - 2       |
| Sparta Praga    | 1 - 5           | Monaco           | 0 - 2    | 1 - 3       |

#### Spareggi
| Squadra 1        | Totale   | Squadra 2       | Andata   | Ritorno     |
| Campioni         | Campioni | Campioni        | Campioni | Campioni    |
| ---------------- | -------- | --------------- | -------- | ----------- |
| Salisburgo       | 4 - 2    | Brøndby         | 2 - 1    | 2 - 1       |
| Young Boys       | 6 - 4    | Ferencváros     | 3 - 2    | 3 - 2       |
| Malmö FF         | 3 - 2    | Ludogorec       | 2 - 0    | 1 - 2       |
| Sheriff Tiraspol | 3 - 0    | Dinamo Zagabria | 3 - 0    | 0 - 0       |
| Piazzate         |          |                 |          |             |
| Monaco           | 2 - 3    | Šachtar         | 0 - 1    | 2 - 2 (dts) |
| Benfica          | 2 - 1    | PSV             | 2 - 1    | 0 - 0       |

### UEFA Champions League

#### Fase a gironi

##### Gruppo A
| Squadra             | Pt | G | V | N | P | GF | GS | DG  |
| ------------------- | -- | - | - | - | - | -- | -- | --- |
| Manchester City     | 12 | 6 | 4 | 0 | 2 | 18 | 10 | +8  |
| Paris Saint-Germain | 11 | 6 | 3 | 2 | 1 | 13 | 8  | +5  |
| RB Lipsia           | 7  | 6 | 2 | 1 | 3 | 15 | 14 | +1  |
| Club Bruges         | 4  | 6 | 1 | 1 | 4 | 6  | 20 | -14 |

| Squadra 1           | Risultato   | Squadra 2           |
| 1ª giornata         | 1ª giornata | 1ª giornata         |
| ------------------- | ----------- | ------------------- |
| Manchester City     | 6 - 3       | RB Lipsia           |
| Club Bruges         | 1 - 1       | Paris Saint-Germain |
| 2ª giornata         |             |                     |
| RB Lipsia           | 1 - 2       | Club Bruges         |
| Paris Saint-Germain | 2 - 0       | Manchester City     |
| 3ª giornata         |             |                     |
| Club Bruges         | 1 - 5       | Manchester City     |
| Paris Saint-Germain | 3 - 2       | RB Lipsia           |
| 4ª giornata         |             |                     |
| RB Lipsia           | 2 - 2       | Paris Saint-Germain |
| Manchester City     | 4 - 1       | Club Bruges         |
| 5ª giornata         |             |                     |
| Manchester City     | 2 - 1       | Paris Saint-Germain |
| Club Bruges         | 0 - 5       | RB Lipsia           |
| 6ª giornata         |             |                     |
| RB Lipsia           | 2 - 1       | Manchester City     |
| Paris Saint-Germain | 4 - 1       | Club Bruges         |

##### Gruppo B
| Squadra         | Pt | G | V | N | P | GF | GS | DG  |
| --------------- | -- | - | - | - | - | -- | -- | --- |
| Liverpool       | 18 | 6 | 6 | 0 | 0 | 17 | 6  | +11 |
| Atlético Madrid | 7  | 6 | 2 | 1 | 3 | 7  | 8  | -1  |
| Porto           | 5  | 6 | 1 | 2 | 3 | 4  | 11 | -7  |
| Milan           | 4  | 6 | 1 | 1 | 4 | 6  | 9  | -3  |

| Squadra 1       | Risultato   | Squadra 2       |
| 1ª giornata     | 1ª giornata | 1ª giornata     |
| --------------- | ----------- | --------------- |
| Liverpool       | 3 - 2       | Milan           |
| Atlético Madrid | 0 - 0       | Porto           |
| 2ª giornata     |             |                 |
| Milan           | 1 - 2       | Atlético Madrid |
| Porto           | 1 - 5       | Liverpool       |
| 3ª giornata     |             |                 |
| Atlético Madrid | 2 - 3       | Liverpool       |
| Porto           | 1 - 0       | Milan           |
| 4ª giornata     |             |                 |
| Milan           | 1 - 1       | Porto           |
| Liverpool       | 2 - 0       | Atlético Madrid |
| 5ª giornata     |             |                 |
| Liverpool       | 2 - 0       | Porto           |
| Atlético Madrid | 0 - 1       | Milan           |
| 6ª giornata     |             |                 |
| Porto           | 1 - 3       | Atlético Madrid |
| Milan           | 1 - 2       | Liverpool       |

##### Gruppo C
| Squadra           | Pt | G | V | N | P | GF | GS | DG  |
| ----------------- | -- | - | - | - | - | -- | -- | --- |
| Ajax              | 18 | 6 | 6 | 0 | 0 | 20 | 5  | +15 |
| Sporting Lisbona  | 9  | 6 | 3 | 0 | 3 | 14 | 12 | +2  |
| Borussia Dortmund | 9  | 6 | 3 | 0 | 3 | 10 | 11 | -1  |
| Beşiktaş          | 0  | 6 | 0 | 0 | 6 | 3  | 19 | -16 |

| Squadra 1         | Risultato   | Squadra 2         |
| 1ª giornata       | 1ª giornata | 1ª giornata       |
| ----------------- | ----------- | ----------------- |
| Beşiktaş          | 1 - 2       | Borussia Dortmund |
| Sporting Lisbona  | 1 - 5       | Ajax              |
| 2ª giornata       |             |                   |
| Ajax              | 2 - 0       | Beşiktaş          |
| Borussia Dortmund | 1 - 0       | Sporting Lisbona  |
| 3ª giornata       |             |                   |
| Beşiktaş          | 1 - 4       | Sporting Lisbona  |
| Ajax              | 4 - 0       | Borussia Dortmund |
| 4ª giornata       |             |                   |
| Borussia Dortmund | 1 - 3       | Ajax              |
| Sporting Lisbona  | 4 - 0       | Beşiktaş          |
| 5ª giornata       |             |                   |
| Beşiktaş          | 1 - 2       | Ajax              |
| Sporting Lisbona  | 3 - 1       | Borussia Dortmund |
| 6ª giornata       |             |                   |
| Ajax              | 4 - 2       | Sporting Lisbona  |
| Borussia Dortmund | 5 - 0       | Beşiktaş          |

##### Gruppo D
| Squadra          | Pt | G | V | N | P | GF | GS | DG  |
| ---------------- | -- | - | - | - | - | -- | -- | --- |
| Real Madrid      | 15 | 6 | 5 | 0 | 1 | 14 | 3  | +11 |
| Inter            | 10 | 6 | 3 | 1 | 2 | 8  | 5  | +3  |
| Sheriff Tiraspol | 7  | 6 | 2 | 1 | 3 | 7  | 11 | -4  |
| Šachtar          | 2  | 6 | 0 | 2 | 4 | 2  | 12 | -10 |

| Squadra 1        | Risultato   | Squadra 2        |
| 1ª giornata      | 1ª giornata | 1ª giornata      |
| ---------------- | ----------- | ---------------- |
| Sheriff Tiraspol | 2 - 0       | Šachtar          |
| Inter            | 0 - 1       | Real Madrid      |
| 2ª giornata      |             |                  |
| Šachtar          | 0 - 0       | Inter            |
| Real Madrid      | 1 - 2       | Sheriff Tiraspol |
| 3ª giornata      |             |                  |
| Šachtar          | 0 - 5       | Real Madrid      |
| Inter            | 3 - 1       | Sheriff Tiraspol |
| 4ª giornata      |             |                  |
| Real Madrid      | 2 - 1       | Šachtar          |
| Sheriff Tiraspol | 1 - 3       | Inter            |
| 5ª giornata      |             |                  |
| Inter            | 2 - 0       | Šachtar          |
| Sheriff Tiraspol | 0 - 3       | Real Madrid      |
| 6ª giornata      |             |                  |
| Šachtar          | 1 - 1       | Sheriff Tiraspol |
| Real Madrid      | 2 - 0       | Inter            |

##### Gruppo E
| Squadra       | Pt | G | V | N | P | GF | GS | DG  |
| ------------- | -- | - | - | - | - | -- | -- | --- |
| Bayern Monaco | 18 | 6 | 6 | 0 | 0 | 22 | 3  | +19 |
| Benfica       | 8  | 6 | 2 | 2 | 2 | 7  | 9  | -2  |
| Barcellona    | 7  | 6 | 2 | 1 | 3 | 2  | 9  | -7  |
| Dinamo Kiev   | 1  | 6 | 0 | 1 | 5 | 1  | 11 | -10 |

| Squadra 1     | Risultato   | Squadra 2     |
| 1ª giornata   | 1ª giornata | 1ª giornata   |
| ------------- | ----------- | ------------- |
| Barcellona    | 0 - 3       | Bayern Monaco |
| Dinamo Kiev   | 0 - 0       | Benfica       |
| 2ª giornata   |             |               |
| Benfica       | 3 - 0       | Barcellona    |
| Bayern Monaco | 5 - 0       | Dinamo Kiev   |
| 3ª giornata   |             |               |
| Barcellona    | 1 - 0       | Dinamo Kiev   |
| Benfica       | 0 - 4       | Bayern Monaco |
| 4ª giornata   |             |               |
| Bayern Monaco | 5 - 2       | Benfica       |
| Dinamo Kiev   | 0 - 1       | Barcellona    |
| 5ª giornata   |             |               |
| Dinamo Kiev   | 1 - 2       | Bayern Monaco |
| Barcellona    | 0 - 0       | Benfica       |
| 6ª giornata   |             |               |
| Bayern Monaco | 3 - 0       | Barcellona    |
| Benfica       | 2 - 0       | Dinamo Kiev   |

##### Gruppo F
| Squadra        | Pt | G | V | N | P | GF | GS | DG |
| -------------- | -- | - | - | - | - | -- | -- | -- |
| Manchester Utd | 11 | 6 | 3 | 2 | 1 | 11 | 8  | +3 |
| Villarreal     | 10 | 6 | 3 | 1 | 2 | 12 | 9  | +3 |
| Atalanta       | 6  | 6 | 1 | 3 | 2 | 12 | 13 | -1 |
| Young Boys     | 5  | 6 | 1 | 2 | 3 | 7  | 12 | -5 |

| Squadra 1      | Risultato   | Squadra 2      |
| 1ª giornata    | 1ª giornata | 1ª giornata    |
| -------------- | ----------- | -------------- |
| Young Boys     | 2 - 1       | Manchester Utd |
| Villarreal     | 2 - 2       | Atalanta       |
| 2ª giornata    |             |                |
| Atalanta       | 1 - 0       | Young Boys     |
| Manchester Utd | 2 - 1       | Villarreal     |
| 3ª giornata    |             |                |
| Manchester Utd | 3 - 2       | Atalanta       |
| Young Boys     | 1 - 4       | Villarreal     |
| 4ª giornata    |             |                |
| Atalanta       | 2 - 2       | Manchester Utd |
| Villarreal     | 2 - 0       | Young Boys     |
| 5ª giornata    |             |                |
| Villarreal     | 0 - 2       | Manchester Utd |
| Young Boys     | 3 - 3       | Atalanta       |
| 6ª giornata    |             |                |
| Manchester Utd | 1 - 1       | Young Boys     |
| Atalanta       | 2 - 3       | Villarreal     |

##### Gruppo G
| Squadra    | Pt | G | V | N | P | GF | GS | DG |
| ---------- | -- | - | - | - | - | -- | -- | -- |
| Lilla      | 11 | 6 | 3 | 2 | 1 | 7  | 4  | +3 |
| Salisburgo | 10 | 6 | 3 | 1 | 2 | 8  | 6  | +2 |
| Siviglia   | 6  | 6 | 1 | 3 | 2 | 5  | 5  | 0  |
| Wolfsburg  | 5  | 6 | 1 | 2 | 3 | 5  | 10 | -5 |

| Squadra 1   | Risultato   | Squadra 2   |
| 1ª giornata | 1ª giornata | 1ª giornata |
| ----------- | ----------- | ----------- |
| Siviglia    | 1 - 1       | Salisburgo  |
| Lilla       | 0 - 0       | Wolfsburg   |
| 2ª giornata |             |             |
| Salisburgo  | 2 - 1       | Lilla       |
| Wolfsburg   | 1 - 1       | Siviglia    |
| 3ª giornata |             |             |
| Salisburgo  | 3 - 1       | Wolfsburg   |
| Lilla       | 0 - 0       | Siviglia    |
| 4ª giornata |             |             |
| Wolfsburg   | 2 - 1       | Salisburgo  |
| Siviglia    | 1 - 2       | Lilla       |
| 5ª giornata |             |             |
| Siviglia    | 2 - 0       | Wolfsburg   |
| Lilla       | 1 - 0       | Salisburgo  |
| 6ª giornata |             |             |
| Wolfsburg   | 1 - 3       | Lilla       |
| Salisburgo  | 1 - 0       | Siviglia    |

##### Gruppo H
| Squadra               | Pt | G | V | N | P | GF | GS | DG  |
| --------------------- | -- | - | - | - | - | -- | -- | --- |
| Juventus              | 15 | 6 | 5 | 0 | 1 | 10 | 6  | +4  |
| Chelsea               | 13 | 6 | 4 | 1 | 1 | 13 | 4  | +9  |
| Zenit San Pietroburgo | 5  | 6 | 1 | 2 | 3 | 10 | 10 | 0   |
| Malmö FF              | 1  | 6 | 0 | 1 | 5 | 1  | 14 | -13 |

| Squadra 1             | Risultato   | Squadra 2             |
| 1ª giornata           | 1ª giornata | 1ª giornata           |
| --------------------- | ----------- | --------------------- |
| Chelsea               | 1 - 0       | Zenit San Pietroburgo |
| Malmö FF              | 0 - 3       | Juventus              |
| 2ª giornata           |             |                       |
| Zenit San Pietroburgo | 4 - 0       | Malmö FF              |
| Juventus              | 1 - 0       | Chelsea               |
| 3ª giornata           |             |                       |
| Zenit San Pietroburgo | 0 - 1       | Juventus              |
| Chelsea               | 4 - 0       | Malmö FF              |
| 4ª giornata           |             |                       |
| Malmö FF              | 0 - 1       | Chelsea               |
| Juventus              | 4 - 2       | Zenit San Pietroburgo |
| 5ª giornata           |             |                       |
| Chelsea               | 4 - 0       | Juventus              |
| Malmö FF              | 1 - 1       | Zenit San Pietroburgo |
| 6ª giornata           |             |                       |
| Zenit San Pietroburgo | 3 - 3       | Chelsea               |
| Juventus              | 1 - 0       | Malmö FF              |

#### Fase a eliminazione diretta
|  | Ottavi di finale    | Ottavi di finale  | Ottavi di finale | Ottavi di finale |   |                 | Quarti di finale | Quarti di finale | Quarti di finale | Quarti di finale |  |                 | Semifinali | Semifinali | Semifinali | Semifinali |           |   | Finale | Finale |
|  |                     |                   |                  |                  |   |                 |                  |                  |                  |                  |  |                 |            |            |            |            |           |   |        |        |
|  | Benfica             | 2                 | 1                | 3                |   |                 |                  |                  |                  |                  |  |                 |            |            |            |            |           |   |        |        |
|  | Ajax                | 2                 | 0                | 2                |   |                 |                  |                  |                  |                  |  |                 |            |            |            |            |           |   |        |        |
|  | Ajax                | 2                 | 0                | 2                |   | Benfica         | 1                | 3                | 4                |                  |  |                 |            |            |            |            |           |   |        |        |
|  |                     |                   |                  |                  |   | Benfica         | 1                | 3                | 4                |                  |  |                 |            |            |            |            |           |   |        |        |
|  |                     | Liverpool         | 3                | 3                | 6 |                 |                  |                  |                  |                  |  |                 |            |            |            |            |           |   |        |        |
|  | Inter               | Liverpool         | 3                | 3                | 6 | 0               | 1                | 1                |                  |                  |  |                 |            |            |            |            |           |   |        |        |
|  | Inter               |                   |                  |                  |   | 0               | 1                | 1                |                  |                  |  |                 |            |            |            |            |           |   |        |        |
|  | Liverpool           | 2                 | 0                | 2                |   |                 |                  |                  |                  |                  |  |                 |            |            |            |            |           |   |        |        |
|  | Liverpool           | 2                 | 0                | 2                |   |                 |                  |                  |                  |                  |  | Liverpool       | 2          | 3          | 5          |            |           |   |        |        |
|  |                     |                   |                  |                  |   |                 |                  |                  |                  |                  |  | Liverpool       | 2          | 3          | 5          |            |           |   |        |        |
|  |                     | Villarreal        | 0                | 2                | 2 |                 |                  |                  |                  |                  |  |                 |            |            |            |            |           |   |        |        |
|  | Villarreal          | Villarreal        | 0                | 2                | 2 | 1               | 3                | 4                |                  |                  |  |                 |            |            |            |            |           |   |        |        |
|  | Villarreal          |                   |                  |                  |   | 1               | 3                | 4                |                  |                  |  |                 |            |            |            |            |           |   |        |        |
|  | Juventus            | 1                 | 0                | 1                |   |                 |                  |                  |                  |                  |  |                 |            |            |            |            |           |   |        |        |
|  | Juventus            | 1                 | 0                | 1                |   | Villarreal      | 1                | 1                | 2                |                  |  |                 |            |            |            |            |           |   |        |        |
|  |                     |                   |                  |                  |   | Villarreal      | 1                | 1                | 2                |                  |  |                 |            |            |            |            |           |   |        |        |
|  |                     | Bayern Monaco     | 0                | 1                | 1 |                 |                  |                  |                  |                  |  |                 |            |            |            |            |           |   |        |        |
|  | Salisburgo          | Bayern Monaco     | 0                | 1                | 1 | 1               | 1                | 2                |                  |                  |  |                 |            |            |            |            |           |   |        |        |
|  | Salisburgo          |                   |                  |                  |   | 1               | 1                | 2                |                  |                  |  |                 |            |            |            |            |           |   |        |        |
|  | Bayern Monaco       | 1                 | 7                | 8                |   |                 |                  |                  |                  |                  |  |                 |            |            |            |            |           |   |        |        |
|  | Bayern Monaco       | 1                 | 7                | 8                |   |                 |                  |                  |                  |                  |  |                 |            |            |            |            | Liverpool | 0 |        |        |
|  |                     |                   |                  |                  |   |                 |                  |                  |                  |                  |  |                 |            |            |            |            |           | 0 |        |        |
|  |                     | Real Madrid       | 1                |                  |   |                 |                  |                  |                  |                  |  |                 |            |            |            |            |           |   |        |        |
|  | Sporting Lisbona    | Real Madrid       | 1                | 0                | 0 | 0               |                  |                  |                  |                  |  |                 |            |            |            |            |           |   |        |        |
|  | Sporting Lisbona    |                   |                  | 0                | 0 | 0               |                  |                  |                  |                  |  |                 |            |            |            |            |           |   |        |        |
|  | Manchester City     | 5                 | 0                | 5                |   |                 |                  |                  |                  |                  |  |                 |            |            |            |            |           |   |        |        |
|  | Manchester City     | 5                 | 0                | 5                |   | Manchester City | 1                | 0                | 1                |                  |  |                 |            |            |            |            |           |   |        |        |
|  |                     |                   |                  |                  |   | Manchester City | 1                | 0                | 1                |                  |  |                 |            |            |            |            |           |   |        |        |
|  |                     | Atlético Madrid   | 0                | 0                | 0 |                 |                  |                  |                  |                  |  |                 |            |            |            |            |           |   |        |        |
|  | Atlético Madrid     | Atlético Madrid   | 0                | 0                | 0 | 1               | 1                | 2                |                  |                  |  |                 |            |            |            |            |           |   |        |        |
|  | Atlético Madrid     |                   |                  |                  |   | 1               | 1                | 2                |                  |                  |  |                 |            |            |            |            |           |   |        |        |
|  | Manchester Utd      | 1                 | 0                | 1                |   |                 |                  |                  |                  |                  |  |                 |            |            |            |            |           |   |        |        |
|  | Manchester Utd      | 1                 | 0                | 1                |   |                 |                  |                  |                  |                  |  | Manchester City | 4          | 1          | 5          |            |           |   |        |        |
|  |                     |                   |                  |                  |   |                 |                  |                  |                  |                  |  | Manchester City | 4          | 1          | 5          |            |           |   |        |        |
|  |                     | Real Madrid (dts) | 3                | 3                | 6 |                 |                  |                  |                  |                  |  |                 |            |            |            |            |           |   |        |        |
|  | Chelsea             | Real Madrid (dts) | 3                | 3                | 6 | 2               | 2                | 4                |                  |                  |  |                 |            |            |            |            |           |   |        |        |
|  | Chelsea             |                   |                  |                  |   | 2               | 2                | 4                |                  |                  |  |                 |            |            |            |            |           |   |        |        |
|  | Lilla               | 0                 | 1                | 1                |   |                 |                  |                  |                  |                  |  |                 |            |            |            |            |           |   |        |        |
|  | Lilla               | 0                 | 1                | 1                |   | Chelsea         | 1                | 3                | 4                |                  |  |                 |            |            |            |            |           |   |        |        |
|  |                     |                   |                  |                  |   | Chelsea         | 1                | 3                | 4                |                  |  |                 |            |            |            |            |           |   |        |        |
|  |                     | Real Madrid (dts) | 3                | 2                | 5 |                 |                  |                  |                  |                  |  |                 |            |            |            |            |           |   |        |        |
|  | Paris Saint-Germain | Real Madrid (dts) | 3                | 2                | 5 | 1               | 1                | 2                |                  |                  |  |                 |            |            |            |            |           |   |        |        |
|  | Paris Saint-Germain |                   |                  |                  |   | 1               | 1                | 2                |                  |                  |  |                 |            |            |            |            |           |   |        |        |
|  | Real Madrid         | 0                 | 3                | 3                |   |                 |                  |                  |                  |                  |  |                 |            |            |            |            |           |   |        |        |

##### Ottavi di finale
| Squadra 1           | Totale | Squadra 2       | Andata | Ritorno |
| ------------------- | ------ | --------------- | ------ | ------- |
| Salisburgo          | 2 - 8  | Bayern Monaco   | 1 - 1  | 1 - 7   |
| Sporting Lisbona    | 0 - 5  | Manchester City | 0 - 5  | 0 - 0   |
| Benfica             | 3 - 2  | Ajax            | 2 - 2  | 1 - 0   |
| Chelsea             | 4 - 1  | Lilla           | 2 - 0  | 2 - 1   |
| Atlético Madrid     | 2 - 1  | Manchester Utd  | 1 - 1  | 1 - 0   |
| Villarreal          | 4 - 1  | Juventus        | 1 - 1  | 3 - 0   |
| Inter               | 1 - 2  | Liverpool       | 0 - 2  | 1 - 0   |
| Paris Saint-Germain | 2 - 3  | Real Madrid     | 1 - 0  | 1 - 3   |

##### Quarti di finale
| Squadra 1       | Totale | Squadra 2       | Andata | Ritorno     |
| --------------- | ------ | --------------- | ------ | ----------- |
| Chelsea         | 4 - 5  | Real Madrid     | 1 - 3  | 3 - 2 (dts) |
| Manchester City | 1 - 0  | Atlético Madrid | 1 - 0  | 0 - 0       |
| Villarreal      | 2 - 1  | Bayern Monaco   | 1 - 0  | 1 - 1       |
| Benfica         | 4 - 6  | Liverpool       | 1 - 3  | 3 - 3       |

##### Semifinali
| Squadra 1       | Totale | Squadra 2   | Andata | Ritorno     |
| --------------- | ------ | ----------- | ------ | ----------- |
| Manchester City | 5 - 6  | Real Madrid | 4 - 3  | 1 - 3 (dts) |
| Liverpool       | 5 - 2  | Villarreal  | 2 - 0  | 3 - 2       |

##### Finale
| Arbitro: | Clément Turpin |

|  |           |              |
|  | Marcatori | 59’ Vinícius |

| Liverpool | Real Madrid |

| P               | 1  | Alisson                 |     |     |
| D               | 66 | Trent Alexander-Arnold  |     |     |
| D               | 5  | Ibrahima Konaté         |     |     |
| D               | 4  | Virgil van Dijk         |     |     |
| D               | 26 | Andrew Robertson        |     |     |
| C               | 14 | Jordan Henderson        |     | 77’ |
| C               | 3  | Fabinho                 | 62’ |     |
| C               | 6  | Thiago                  |     | 77’ |
| A               | 11 | Mohamed Salah           |     |     |
| A               | 10 | Sadio Mané              |     |     |
| A               | 23 | Luis Díaz               |     | 65’ |
| A disposizione: |    |                         |     |     |
| P               | 62 | Caoimhín Kelleher       |     |     |
| D               | 12 | Joe Gomez               |     |     |
| D               | 21 | Kostas Tsimikas         |     |     |
| D               | 32 | Joël Matip              |     |     |
| C               | 7  | James Milner            |     |     |
| C               | 8  | Naby Keïta              |     | 77’ |
| C               | 15 | Alex Oxlade-Chamberlain |     |     |
| C               | 17 | Curtis Jones            |     |     |
| C               | 67 | Harvey Elliott          |     |     |
| A               | 9  | Roberto Firmino         |     | 77’ |
| A               | 18 | Takumi Minamino         |     |     |
| A               | 20 | Diogo Jota              |     | 65’ |
| Allenatore:     |    |                         |     |     |
| Jürgen Klopp    |    |                         |     |     |

| P               | 1  | Thibaut Courtois  |       |
| D               | 2  | Daniel Carvajal   |       |
| D               | 3  | Éder Militão      |       |
| D               | 4  | David Alaba       |       |
| D               | 23 | Ferland Mendy     |       |
| C               | 10 | Luka Modrić       | 90’   |
| C               | 14 | Casemiro          |       |
| C               | 8  | Toni Kroos        |       |
| A               | 15 | Federico Valverde | 86’   |
| A               | 9  | Karim Benzema     |       |
| A               | 20 | Vinícius Júnior   | 90+3’ |
| A disposizione: |    |                   |       |
| P               | 13 | Andriy Lunin      |       |
| D               | 6  | Nacho             |       |
| D               | 12 | Marcelo           |       |
| C               | 17 | Lucas Vázquez     |       |
| C               | 19 | Dani Ceballos     | 90’   |
| C               | 22 | Isco              |       |
| C               | 25 | Eduardo Camavinga | 86’   |
| A               | 7  | Eden Hazard       |       |
| A               | 11 | Marco Asensio     |       |
| A               | 18 | Gareth Bale       |       |
| A               | 21 | Rodrygo           | 90+3’ |
| A               | 24 | Mariano           |       |
| Allenatore:     |    |                   |       |
| Carlo Ancelotti |    |                   |       |

| Assistenti arbitrali: Nicolas Danos (Francia) Cyril Gringore (Francia) Quarto ufficiale: Benoît Bastien (Francia) VAR: Jérôme Brisard (Francia) Assistenti al VAR: Willy Delajod (Francia) Massimiliano Irrati (Italia) Filippo Meli (Italia) | Regole dell'incontro - due tempi regolamentari da 45 minuti ciascuno; - due tempi supplementari da 15 minuti ciascuno in caso di parità; - tiri di rigore in caso di ulteriore parità; inizialmente cinque per squadra, e a oltranza fino a spareggio in caso di ulteriore parità; - numero massimo di 23 giocatori per squadra a referto (11 in campo e 12 come potenziali sostituti); - cinque sostituzioni permesse nei tempi regolamentari; una sesta permessa nei tempi supplementari. |

## Classifica marcatori
Aggiornata al 28 maggio 2022.
| Gol |  |  | Giocatore          | Squadra             |
| --- |  |  | ------------------ | ------------------- |
| 15  |  |  | Karim Benzema      | Real Madrid         |
| 13  |  |  | Robert Lewandowski | Bayern Monaco       |
| 11  |  |  | Sébastien Haller   | Ajax                |
| 8   |  |  | Mohamed Salah      | Liverpool           |
| 7   |  |  | Riyad Mahrez       | Manchester City     |
| 7   |  |  | Christopher Nkunku | RB Lipsia           |
| 6   |  |  | Arnaut Danjuma     | Villarreal          |
| 6   |  |  | Kylian Mbappé      | Paris Saint-Germain |
| 6   |  |  | Darwin Núñez       | Benfica             |
| 6   |  |  | Cristiano Ronaldo  | Manchester Utd      |
| 6   |  |  | Leroy Sané         | Bayern Monaco       |
| 5   |  |  | Roberto Firmino    | Liverpool           |
| 5   |  |  | Sadio Mané         | Liverpool           |
| 5   |  |  | Lionel Messi       | Paris Saint-Germain |
| 5   |  |  | Rodrygo            | Real Madrid         |

## Squadra della stagione
La squadra della stagione è stata selezionata al termine del torneo.
| Ruolo | Naz.                   | Giocatore              | Squadra             |
| ----- | ---------------------- | ---------------------- | ------------------- |
| P     | Belgio (bandiera)      | Thibaut Courtois       | Real Madrid         |
| D     | Inghilterra (bandiera) | Trent Alexander-Arnold | Liverpool           |
| D     | Germania (bandiera)    | Antonio Rüdiger        | Chelsea             |
| D     | Paesi Bassi (bandiera) | Virgil van Dijk        | Liverpool           |
| D     | Scozia (bandiera)      | Andrew Robertson       | Liverpool           |
| C     | Belgio (bandiera)      | Kevin De Bruyne        | Manchester City     |
| C     | Brasile (bandiera)     | Fabinho                | Liverpool           |
| C     | Croazia (bandiera)     | Luka Modrić            | Real Madrid         |
| A     | Francia (bandiera)     | Kylian Mbappé          | Paris Saint-Germain |
| A     | Francia (bandiera)     | Karim Benzema          | Real Madrid         |
| A     | Brasile (bandiera)     | Vinícius Júnior        | Real Madrid         |

Giocatore del torneo
 Karim Benzema ( Real Madrid)
Miglior giovane
 Vinícius Júnior ( Real Madrid)